# Ramaria ambigua
Ramaria ambigua är en svampart som beskrevs av R.H. Petersen 1988. Ramaria ambigua ingår i släktet Ramaria och familjen Gomphaceae.   Inga underarter finns listade i Catalogue of Life.